# Jostein Gaarder
Jostein Gaarder (Oslo, 8 de agosto de 1952) é um escritor, professor de filosofia e intelectual norueguês. É autor de romances filosóficos, contos, e histórias infantis.
Jostein costuma escrever seus livros e contos pela perspectiva das crianças, explorando sua maneira de ver o mundo. Normalmente se utiliza de metaficção e constrói histórias dentro de histórias. Seu trabalho mais conhecido é O Mundo de Sofia, publicado em 1991, traduzido para 60 idiomas, tendo vendido mais de 40 milhões de cópias pelo mundo.

## Biografia
Jostein nasceu na capital norueguesa em 1952. É filho de Knut Gaarder, diretor de escola, e Inger Margrethe Gaarder, professora e autora de livros infantis. Estudou na Oslo Cathedral School e depois na Universidade de Oslo estudou línguas escandinavas e teologia. Em 1974, Jostein se casou com Siri Dannevig e se mudaram para Bergen, em 1979, tendo dois filhos. Depois de sua formatura, tornou-se professor de ensino médio na Escola Secundária Pública Fana.

## Carreira
O seu trabalho mais conhecido é O Mundo de Sofia, publicado em 1991, o qual relata um romance acerca da história da filosofia, cujo enredo gira em torno  de uma menina instruída e amparada por um filósofo. Este livro foi traduzido para 53 línguas, existem 40 milhões de cópias impressas, sendo que três milhões delas foram vendidas só na Alemanha. Com isso passa a ter grande renome internacional, fazendo-o, a partir de 1993, se dedicar integralmente à produção literária.

## Livros publicados
- Diagnosen og andre noveller (O Pássaro Raro) (1986)
- Barna fra Sukhavati (Viagem a um Mundo Fantástico) (1987)
- Froskeslottet (O Castelo do Príncipe Sapo) (1988)
- Religionsboka (1989) - com Victor Hellern e Henry Notaker (O Livro das Religiões, ed. Companhia das Letras, 2005, ISBN 85-5906983)
- Kabalmysteriet (O Dia do Curinga (1990)
- Sofies verden (O Mundo de Sofia (1991)
- Julemysteriet (Mistério de Natal') (1992)
- Bibbi Bokkens magike bibliotek (A Biblioteca Mágica de Bibbi Bokken') (1993) - com Klaus Hagerup.
- I et speil, i en gåte (Através do Espelho') (1993)
- Hallo? Er det nouen her? (Ei! Tem alguém aí?) (1997)
- Vita Brevis (A vida é breve') (1996)
- Maya (Maya') (1999)
- Sirkusdirektørens datter (O Vendedor de Histórias') (2001)
- Appelsinpiken (A Garota das Laranjas') (2003)
- Sjakk Matt' (Xeque-Mate) (2006)
- De gule dvergene (Os Anões Amarelos) (2006)
- Slottet i Pyreneene (O Castelo nos Pirenéus) (2008)
- Vita Brevis (Pocket) (Vita Brevis) (2009)
- De Gule Dvergene (Juca e os Anões Amarelos) (2011)
- Anna e o Planeta (Anna. En fabel om klodens klima og miljø)) (2013)
- A Terra De Ana (2016)